# Simon Solberg

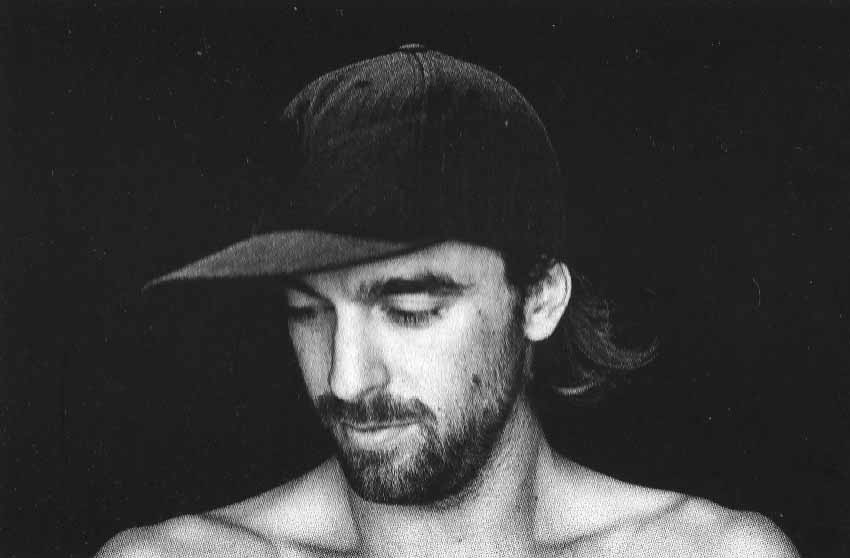
Simon Solberg (2008)

Simon Solberg (* 1979 in Bonn) ist ein deutscher Regisseur und Schauspieler.

## Leben

### Ausbildung
Nach dem Abitur in Heidelberg und seinem Zivildienst im Jahr 2000 begann Simon Solberg ein Schauspielstudium an der Folkwang Hochschule in Essen und schloss seine Ausbildung 2004 mit Diplom ab.

### Beruf
Während seines Studiums spielte Solberg im Jahr 2000 die Rolle Ringo in dem Film Engel und Joe von Vanessa Jopp.
In den Jahren 2001 und 2002 spielte er den Chorführer in Bakchen, einer Inszenierung von Theodoros Terzopoulus, und in König Ödipus unter der Regie von Tadashi Suzuki am Düsseldorfer Schauspielhaus.
Er wirkte im Jahr 2003 bei der Ruhrtriennale in der Zauberflöte von Wolfgang Amadeus Mozart unter der Regie von La Fura dels Baus mit und spielte in dem Kinofilm Männer wie wir von Sherry Hormann.
Im Jahr 2004 spielte Solberg an der Seite von Tom Gerhardt in dem Kinofilm Siegfried und begann nach Abschluss seines Studiums seine Arbeit als Regieassistent am Schauspiel Frankfurt. Dort betreute er unter anderem Inszenierungen von Armin Petras, in denen er teilweise auch selbst mitspielte – wie in Lucretia Borgia von Victor Hugo – oder die Videos erstellte für Die Frau vom Meer von Henrik Ibsen und Unter dem Vulkan von Malcolm Lowry.
Im Jahr 2005 entstand am Schauspiel Frankfurt sein Regie-Debüt Odyssee reloaded in eigener Fassung nach der Odyssee von Homer. Außerdem spielte er in der Romanadaption In seiner frühen Kindheit ein Garten unter der Regie von Armin Petras am Schauspiel Frankfurt.
Solberg begann im Jahr 2006 seine Tätigkeit als Hausregisseur am Nationaltheater Mannheim und inszenierte Fremde Kämpfe, eine Romanadaption nach Wilhelm Genazino, und die Doku-Soap-Tele-Favela Making of THE BAND. Im selben Jahr arbeitete er als Dozent an der Johannes Gutenberg-Universität Mainz im Fachbereich Theaterwissenschaft und entwickelte mit den Studenten das Theaterstück Heine on the run.
Neben seiner Arbeit am Theater realisierte er seit seinem Studium mehrere Kurzfilme und drehte 2006 die Doku-Soap-Tele-Favela Arche06 e. V. über die drei Söhne von Noah und ihren Versuch, heutzutage in Frankfurt am Main eine Arche zu bauen.
Im Jahr 2007 folgten am Nationaltheater Mannheim im Rahmen des Festivals Schillertage das Projekt Pimp the City, das sich, finanziert vom Heimspiel-Fond der Kulturstiftung des Bundes, mit der Situation arbeitsloser Menschen in Mannheim beschäftigte, sowie die Inszenierungen von Frühlings Erwachen in eigener Fassung nach Frank Wedekind und Bilder von Männern und Frauen von Marcus Braun. Am Schauspiel Frankfurt inszenierte Solberg Die Familie Schroffenstein von Kleist mit Künstlern aus Frankfurt, ebenfalls mit Unterstützung des Heimspiel-Fonds des Bundes. Eine weitere Frankfurter Inszenierung von ihm, Don Quijote nach dem Roman von Cervantes, wurde zum Radikal jung – Das Festival junger Regisseure nach München eingeladen.
Im Jahr 2008 adaptierte Solberg Lilja-4-ever nach einem Film von Lukas Moodysson für die Bühne am Nationaltheater Mannheim. Am Münchner Volkstheater inszenierte er Faust und begann mit Ludwig Haugk und Maja Thiesen die Entwicklung der Visionauten-Reihe am Maxim-Gorki-Theater in Berlin.
Im Januar des Jahres 2009 hatte das Stück Leaving Marzahn, das er mit Anika Baumann und Andreas Leupold entwickelte, am Maxim-Gorki-Theater in Berlin Premiere. Zwei Wochen später folgte dann ebenfalls im Rahmen der Visionauten die lecture performance von Philipp Löhles Stück Die Unsicherheit der Sachlage. Am Schauspiel Frankfurt drehte er den Grimm-Code, einen 110-minütigen urbanen Märchen-Thriller über zwei Gaukler auf den Spuren der Gebrüder Grimm und der Weltverschwörung. Zurzeit befindet sich dieser Spielfilm noch in der Postproduktion. Zur Eröffnung der Spielzeit 2009/2010 am Staatsschauspiel Dresden inszenierte Solberg Romeo und Julia, im Oktober entwickelte er dann das Stück ARGOcalypse now am Schauspielhaus Wien.
Am 14. Januar 2010 hatte Schillers Die Räuber am Theater Basel Premiere, im April machte Solberg im Rahmen der Autorentheatertage am Deutschen Theater Berlin eine Werkstatt-Inszenierung von In Neon von Julia Kandzora. Im Mai hatte dann Jungfrau von Orleans von Friedrich Schiller am Münchner Volkstheater Premiere. Die Spielzeit 2009/2010 endete für Solberg mit der Inszenierung des Hamlet von Shakespeare zur Eröffnung der Heidelberger Schlossfestspiele Ende Juni 2010. Max Frischs Graf Öderland wurde zur Spielzeit-Eröffnung 2010/2011 des Theater Basel am 10. September 2010 von Simon Solberg inszeniert. 2011 inszenierte er dort Henrik Ibsens Ein Volksfeind.
In der Spielzeit 2012/2013 gehörte Simon Solberg gemeinsam mit Martin Wigger und Tomas Schweigen zum künstlerischen Leitungsteam des Schauspiels am Theater Basel.
In der Spielzeit 2015/16 inszenierte Solberg am Theater Bonn Woyzeck, darauf folgten 2016/17 BND – Big Data is Watching You und 2017/18 Die Physiker. Ab der Spielzeit 2018/19 ist Simon Solberg fester Hausregisseur am Theater Bonn.

## Inszenierungen (Auswahl)
- 2007: Die Familie Schroffenstein von Heinrich von Kleist, Schauspiel Frankfurt
- 2007: Bilder von Männern und Frauen von Marcus Braun (Uraufführung), Nationaltheater Mannheim
- 2007: Don Quijote nach Miguel de Cervantes, Schauspiel Frankfurt
- 2008: Faust nach Johann Wolfgang von Goethe, Volkstheater München
- 2009: ARGOcalypse now von Simon Solberg, Schauspielhaus Wien
- 2009: Romeo und Julia von William Shakespeare (Übersetzung: August Wilhelm Schlegel), Staatsschauspiel Dresden
- 2010: Die Räuber von Friedrich Schiller, Theater Basel
- 2010: Die Jungfrau von Orleans von Friedrich Schiller, Volkstheater München
- 2010: Hamlet von William Shakespeare, Theater & Orchester Heidelberg
- 2010: Graf Öderland von Max Frisch, Theater Basel
- 2010: Warteraum Zukunft von Oliver Kluck, Deutsches Theater Berlin
- 2011: Minna von Barnhelm von Gotthold Ephraim Lessing, Staatsschauspiel Dresden
- 2011: Einer flog über das Kuckucksnest nach Ken Kesey (Romanvorlage) und Dale Wassermann (Drehbuch), Volkstheater München
- 2011: Ein Volksfeind von Henrik Ibsen, Theater Basel
- 2011: Die schmutzigen Hände von Jean-Paul Sartre, Staatsschauspiel Dresden
- 2012: Michael Kohlhaas nach Heinrich von Kleist, Nationaltheater Mannheim
- 2012: Don Karlos von Friedrich Schiller, Theater Basel
- 2012: Moses – Ein Mash-up-Musical von Simon Solberg (Uraufführung), Volkstheater München und Theater Basel
- 2012: Verbrecher aus verlorener Ehre nach Friedrich Schiller, Deutsches Theater Berlin
- 2016: Das Käthchen von Heilbronn nach Heinrich von Kleist, Düsseldorfer Schauspielhaus
- 2017: Orestie von Aischylos, Düsseldorfer Schauspielhaus

## Auszeichnungen
- 2008: Kritiker-Preis beim Radikal jung – Das Festival junger Regisseure
- 2008: In der Kritikerumfrage der Zeitschrift Theater heute drei Nennungen in der Kategorie Bester Nachwuchskünstler der Spielzeit 2007/08 im Bereich Regie
- 2009: Einladung mit Faust zum Radikal jung – Das Festival junger Regisseure
- 2010: Einladung mit Romeo und Julia zum Radikal jung – Das Festival junger Regisseure